# Die Bill Cosby Show
Die Bill Cosby Show (Originaltitel: The Cosby Show) ist eine US-amerikanische Sitcom, die von 1984 bis 1992 auf dem Sender NBC ausgestrahlt wurde. Die Serie kam auf insgesamt 201 Folgen in acht Staffeln. Von 1987 bis 1990 liefen 39 Folgen beim ZDF unter dem Titel Bill Cosbys Familienbande. Später wurden auch die restlichen Folgen für ProSieben synchronisiert und von 1989 bis 1993 wurde die Serie erstmals vollständig in Deutschland ausgestrahlt.

## Inhalt
Die Serie handelt von den Huxtables, einer afroamerikanischen Familie der oberen Mittelschicht, die gemeinsam im New Yorker  Bezirk Brooklyn lebt. Die Hauptpersonen sind der Vater Heathcliff „Cliff“ Huxtable, Geburtshelfer und Gynäkologe, seine Frau Claire, eine Anwältin, und ihre fünf Kinder Sondra, Denise, Theodore (Theo), Vanessa und Rudy.

## Hintergrund

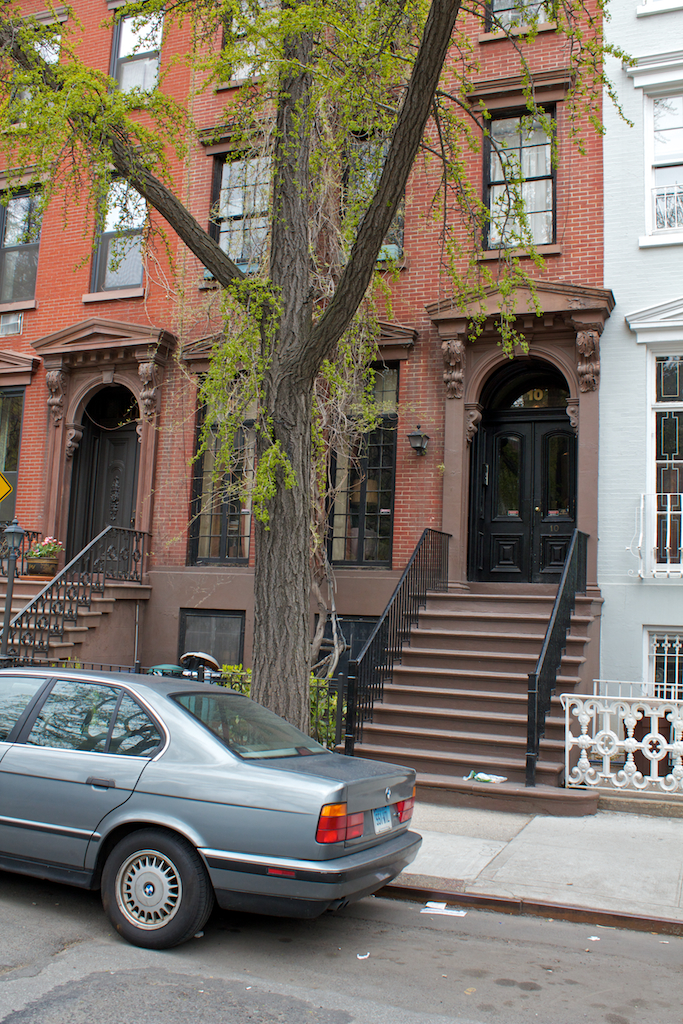
10 St. Luke’s Place, Manhattan

In der Serie wurden wohlhabende Afroamerikaner dargestellt, die alltägliche Dinge erleben, was in der Mitte der 1980er noch keine Selbstverständlichkeit im US-amerikanischen Fernsehen war.
Bill Cosby wollte eine Fernsehsendung produzieren, die für jedes Alter geeignet sein sollte, ohne dass negative Auswirkungen auf Kinder zu befürchten wären.
Nach Ende der dritten Staffel beschloss NBC im Zuge des Erfolges ein Spin-off der Serie zu produzieren. Der Ableger College Fieber (Originaltitel: A Different World) ging im Jahr 1987 auf Sendung und begann damit, dass Denise, die zweitälteste Tochter der Huxtables, auszieht, um ihr Studium am Hillman College aufzunehmen.
Die in der Serie oft gezeigte Fassade des Huxtable-Hauses, das in der fiktiven Stigwood Avenue 10 steht, gehört in Wirklichkeit einem Wohnhaus am St. Luke’s Place 10 (nähe 7th Avenue in Greenwich Village, Manhattan). Dabei handelt es sich, anders als in der Serie dargestellt, nicht um ein Einfamilienhaus, sondern um vier kleine Einzimmerwohnungen. Diese Immobilie wurde in erster Linie aufgrund der guten Ausleuchtung gewählt, denn der Wohnsitz befindet sich direkt gegenüber einer großen Freifläche. Typische Häuserschluchten hätten eine zu dunkle Atmosphäre geschaffen.

Erdgeschoss

Obergeschoss

## Besetzung
Am Anfang der Serie hatten die Huxtables nur vier Kinder, drei Töchter und einen Sohn. So fragt Claire ihren Mann in der ersten Folge: „Warum haben wir vier Kinder?“, worauf Cliff antwortet: „Weil wir ein fünftes irgendwie nicht wollten!“ Mit der Einführung der ältesten Tochter Sondra einige Wochen später wurde die Familienstruktur der eigenen Familie Bill Cosbys genau angepasst. Ab der sechsten Staffel wurde die Familie mit Olivia, der vierjährigen Stieftochter von Denise, und ab der siebten Staffel mit Pam, der 17-jährigen Cousine Claires, ergänzt.

### Hauptdarsteller
| Darsteller            | Rolle                             | Synchronsprecher  | Synchronsprecher                      |
| Darsteller            | Rolle                             | ZDF (1987)        | Pro7 (1990)                           |
| --------------------- | --------------------------------- | ----------------- | ------------------------------------- |
| Bill Cosby            | Dr. Heathcliff „Cliff“ Huxtable   | Joachim Kemmer    | Engelbert von Nordhausen              |
| Phylicia Rashād       | Claire Olivia Hanks-Huxtable      | Marianne Groß     | Marianne Groß                         |
| Sabrina Le Beauf      | Sondra Huxtable-Tibideaux         | Sabine Jaeger     | Sabine Jaeger                         |
| Lisa Bonet            | Denise Huxtable-Kendall           | Christina Plate   | Christina Plate & Janina Richter      |
| Malcolm-Jamal Warner  | Theodore Aloysius „Theo“ Huxtable | Oliver Rohrbeck   | Oliver Rohrbeck                       |
| Tempestt Bledsoe      | Vanessa Huxtable                  | Caroline Ruprecht | Caroline Ruprecht                     |
| Keshia Knight Pulliam | Rudith Lillian „Rudy“ Huxtable    | Antje Primel      | Giuliana Jakobeit, Olivia Moll (2.20) |

### Nebendarsteller
| Darsteller            | Rolle                      | Synchronsprecher       | Synchronsprecher                                                                      | Anmerkung          |
| Darsteller            | Rolle                      | ZDF (1987)             | Pro7 (1990)                                                                           | Anmerkung          |
| --------------------- | -------------------------- | ---------------------- | ------------------------------------------------------------------------------------- | ------------------ |
| Earle Hyman           | Russell Huxtable           | Friedrich Schoenfelder | Eric Vaessen, Achim Petry (Staffel 8)                                                 | Cliffs Vater       |
| Clarice Taylor        | Anna Huxtable              |                        | Hannelore Minkus                                                                      | Cliffs Mutter      |
| Joe Williams          | Al Hanks                   |                        |                                                                                       | Claires Vater      |
| Ethel Ayler           | Carrie Hanks               |                        |                                                                                       | Claires Mutter     |
| Geoffrey Owens        | Elvin Tibideaux            |                        | Dieter Landuris (Staffel 2–7) Markus Hoffmann (8.01–8-16) Johannes Berenz (8.17–8.25) | Sondras Ehemann    |
| Joseph C. Phillips    | Martin Kendall             |                        | Roman Kretschmer                                                                      | Denises Ehemann    |
| Raven-Symoné Pearman  | Olivia Kendall             |                        | Olivia Moll (Staffel 6) Daniela Reidies (Staffel 7) Berenice Weichert (Staffel 8)     | Martins Tochter    |
| Erika Alexander       | Pam Tucker                 |                        | Anke Reitzenstein                                                                     | Claires Cousine    |
| Allen Payne           | Lance Rodman               |                        |                                                                                       | Pams Freund        |
| Karen Malina White    | Charmaine Brown            |                        |                                                                                       | Pams Freundin      |
| William Thomas Jr.    | Dabnis Brickey             |                        | Rainer Doering                                                                        | Vanessas Verlobter |
| Pam Potillo           | Janet Meiser               |                        | Vanessa Petruo, Natascha Rybakowski (3.17)                                            | Vanessas Freundin  |
| Adam Sandler          | Smitty                     |                        | Frank Schröder & Michael Deffert                                                      | Theos Freund       |
| Deon Richmond         | Kenny (Bud)                |                        | Marius Clarén                                                                         | Rudys Freund       |
| Carl Anthony Payne II | Walter Bradley (Cockroach) |                        | Sven Plate                                                                            | Theos Freund       |

### Auftritte von Prominenten und Nachwuchstalenten
| Darsteller                | Rolle                                   | Folgentitel                                           | Folge Nr. | Staffel |
| ------------------------- | --------------------------------------- | ----------------------------------------------------- | --------- | ------- |
| John Amos                 | Cliffs Hausarzt                         | Die besten Ärzte sind die schlimmsten Patienten       | 100       | 5       |
| Anthony Quinn             | Vermieter                               | Surfen im Saale                                       | 126       | 6       |
| Stevie Wonder             | Stevie Wonder                           | Zusammenstoß mit Stevie Wonder                        | 42        | 2       |
| Robert Culp               | Scott Kelly                             | Eine glänzende Frisur                                 | 72        | 3       |
| Plácido Domingo           | Alberto Santiago                        | Kleine Grausamkeiten zum Geburtstag                   | 120       | 5       |
| S. Epatha Merkerson       | Buchklub-Mitglied 5                     | Der literarische Narr                                 | 88        | 4       |
| Angela Bassett            | Paula                                   | Der literarische Narr                                 | 88        | 4       |
| Patricia Richardson       | Mrs. Schrader                           | Wer raucht denn da                                    | 66        | 3       |
| Mario van Peebles         | Garvin                                  | Heiraten will gelernt sein                            | 33        | 2       |
| Red Buttons               | Jake, Eigentümer von Jakes Elektroladen | Zehn Jahre Fehde                                      | 174       | 7       |
| Audrey Landers            | Cookie Bennett                          | Zehn Jahre Fehde                                      | 174       | 7       |
| Elaine Stritch            | Mrs. McGee                              | Cliff sitzt nach                                      | 135       | 6       |
| Lena Horne                | Lena Horne                              | Geburtstag mit verbundenen Augen                      | 24        | 1       |
| Victoria Rowell           | Paula Kendall                           | Geh’ nochmal, Cliff                                   | 133       | 6       |
| Moses Gunn                | Joe Kendall                             | Falsch zitiert und falsch verstanden                  | 134       | 6       |
| Nancy Wilson              | Lorraine Kendall                        | Falsch zitiert und falsch verstanden                  | 134       | 6       |
| Betty Carter              | Amanda Woods                            | Der Weg zum Ruhm                                      | 107       | 5       |
| Blair Underwood           | Denise’ Freund                          | Das Loch im Ohr                                       | 16        | 1       |
| Tony Orlando              | Tony Castillo                           | Enrique der Schweiger                                 | 23        | 1       |
| Angela Bassett            | Mrs. Mitchell                           | Enrique der Schweiger                                 | 23        | 1       |
| Elaine Stritch            | Mrs. McGee                              | Tanzstunden                                           | 143       | 6       |
| Sônia Braga               | Anna Maria Westlake                     | In Mathe eine Fünf?                                   | 36        | 2       |
| Sammy Davis junior        | Ray Palomino                            | Wie schreibt man „Tom“?                               | 114       | 5       |
| B. B. King                | Riley Jackson                           | Der Heirats-Blues                                     | 141       | 6       |
| Valerie Brisco-Hooks      | Valerie Brisco-Hooks                    | Rennen mit Rückenwind                                 | 49        | 2       |
| Miriam Makeba             | Miriam Makeba                           | Die Kleine im Kleiderschrank                          | 186       | 8       |
| Pam Grier                 | Samantha                                | Hamburger für Gourmets                                | 73        | 3       |
| Dizzy Gillespie           | Mr. Hampton                             | Die Königin des Swing                                 | 8         | 1       |
| Tito Puente               | Timba-Spieler                           | Spiel’s nochmal, Russell                              | 41        | 2       |
| Christopher Plummer       | Professor Jonathan Lawrence             | Grillparty mit Shakespeare                            | 79        | 4       |
| Roscoe Lee Browne         | Dr. Foster                              | Kartenhaie                                            | 47        | 2       |
| Roscoe Lee Browne         | Dr. Foster                              | Grillparty mit Shakespeare                            | 79        | 4       |
| Elaine Stritch            | Mrs. McGee                              | Der erste Flirt                                       | 131       | 6       |
| Alicia Keys               | Maria                                   | Gäste zur Nacht                                       | 22        | 1       |
| Naomi Campbell            | Julia                                   | Nelson und Winnie I + II, Neun Herzen in meiner Brust | 104–106   | 5       |
| Dave DeBusschere          | Cliffs Teamkollege Nr.2                 | Nie wieder Basketball                                 | 117       | 5       |
| Bill Bradley (US-Senator) | Cliffs Teamkollege Nr.1                 | Nie wieder Basketball                                 | 117       | 5       |
| Nancy Lieberman           | Gegenspieler Nr.1                       | Nie wieder Basketball                                 | 117       | 5       |
| Teresa Edwards            | Gegenspieler Nr.2                       | Nie wieder Basketball                                 | 117       | 5       |
| Danny Kaye                | Dr. Burns                               | Wer hat Angst vorm Zahnarzt?                          | 40        | 2       |
| Dick Vitale               | Dan Vicente                             | Auszug aus dem gelobten Haus                          | 193       | 8       |
| Jim Valvano               | John Velarde                            | Auszug aus dem gelobten Haus                          | 193       | 8       |
| Leslie Uggams             | Kris Temple                             | Rudys erstes Rendezvous                               | 169       | 7       |
| Iman                      | Mrs. Montgomery                         | Der Joint im Schulbuch                                | 17        | 1       |
| Robin Givens              | Susanne                                 | Verknallt bis über beide Ohren                        | 29        | 2       |
| Blair Underwood           | Mark                                    | Verknallt bis über beide Ohren                        | 29        | 2       |
| Tichina Arnold            | Delores                                 | Ein Kuß aus Versehen                                  | 119       | 5       |
| Frank Robinson            | Frank Potter                            | Wohnzimmercricket                                     | 173       | 7       |
| Amy Yasbeck               | Alicia Evans                            | Alles unter Kontrolle                                 | 166       | 7       |
| John Ritter               | Ray Evans                               | Alles unter Kontrolle                                 | 166       | 7       |
| Melba Moore               | Patricia Abbott                         | Freuden der Hausmusik                                 | 89        | 4       |
| Erica Gimpel              | Jennifer                                | Ein begnadeter Handwerker                             | 92        | 4       |
| Rita Moreno               | Mrs. Granger                            | Akrobaten im Kinderzimmer                             | 67        | 3       |
| Sônia Braga               | Anna Maria Westlake                     | Der Streber                                           | 45        | 3       |
| Terry Farrell             | Nicki Phillips                          | Eine sehr junge Freundin                              | 21        | 1       |
| Sinbad                    | Davis Sarrette                          | Kleine Tricks beim Autokauf                           | 64        | 3       |
| Gilbert Gottfried         | Mr. Babcock                             | Kleine Tricks beim Autokauf                           | 64        | 3       |
| Carmen Finestra           | Andy Witherspoon                        | Eine langweilige Vorstellung?                         | 87        | 4       |
| Adam Sandler              | Smitty                                  | Der Tanz mit Tina?                                    | 85        | 4       |

## Figuren

### Hauptfiguren
Dr. Heathcliff Huxtable
Der fünffache Vater und Frauenarzt ist stets der Vermittler der Kinder, wenn es um Ausgehwünsche oder chronischen Taschengeldmangel geht. Allerdings werden Heathcliff, der meist nur Cliff genannt wird und nicht mehr glaubt, Chef des Hauses zu sein, Sturheit und das Erzählen unsinniger Geschichten nachgesagt. Er hat eine große Schwäche für unnützes Elektronikzubehör, das er nach Meinung seiner Ehefrau Claire meist nicht mehr als ein Mal benutzt. Er erreicht in der Serie das Alter von 50 Jahren, erleidet aber keineswegs die Midlifecrisis, sondern begegnet den Problemen der Kinder mit Humor und Verständnis. Eine gute Ausbildung für seine Kinder ist ihm wichtig. Seiner Meinung nach kommt als Universität jedoch nur ein College in Frage, das Hillman College, auf das auch er ging. Da seine Kinder dies öfter anders sehen, gibt es einige Konflikte. Die gibt es auch, wenn es um das Thema Haustier geht, denn Cliff ist gegen jede Art von Haustieren, ausgenommen Goldfische, weil er sich als Junge auf seinen Kanarienvogel Charlie gesetzt hat. Weiters ist Cliff dafür bekannt, sich in jeder Disziplin als Meister zu sehen, sei es beim Sport, bei Spielen oder bei seiner geliebten Betätigung als Heimwerker. Obwohl er einen Profi-Werkzeuggürtel hat, schafft er es kaum einmal, etwas zu reparieren, ohne dabei noch größeren Schaden anzurichten.
Claire Hanks-Huxtable
Die Ehefrau und Mutter ist Teilhaberin einer Anwaltskanzlei in New York. Sie ist sehr engagiert und prägend für ein neues Bild der schwarzen Frau, das im Amerika der damaligen Zeit keine Selbstverständlichkeit war. Genau wie Cliff weiß sie geschickt mit Problemen umzugehen, ohne dabei Gewalt anzuwenden oder laut zu werden. Neben Englisch beherrscht sie auch die spanische Sprache perfekt, hat jedoch keinen spanischen Migrationshintergrund. Mit Theos Lehrerin spricht sie Portugiesisch. Wie auch Heathcliff studierte sie in Hillman und war dort, Zitat eines Professors, eine außergewöhnliche Studentin.
Sondra Huxtable-Tibideaux
Die älteste Tochter studiert am Princeston-College und hat immer hervorragende Zensuren. Nach dem Abschluss will sie erst Jura studieren und in die Fußstapfen ihrer Mutter treten. Ihr Freund ist Elvin, mit dem sie zunächst eine On-Off-Beziehung führt und jedes Mal unausstehlich ist, wenn sie sich gerade von ihm getrennt hat. Doch mit der Zeit raufen sich die beiden zusammen, heiraten und kommen auf ihrer Hochzeitsreise auf die Idee, nicht weiterzustudieren, sondern einen Wildnisladen zu eröffnen. Auch dieser Plan ist hinfällig, als Sondra schwanger wird und schließlich die Zwillinge Nelson und Winnie bekommt. Später bewirbt sich Sondra doch für ein Jurastudium.
Denise Huxtable-Kendall
Die zweitälteste Tochter hat das Problem, dass sie sehr sprunghaft ist und schnell die Begeisterung verliert. Sie geht, sehr zur Freude von Vater und Großvater, aufs Hillman-College, ist jedoch im Gegensatz zu Sondra alles andere als eine Bilderbuch-Studentin. Bald bricht sie ab mit der Begründung, den Leistungsdruck nicht auszuhalten. Danach hat sie mehrere Jobs, die sie immer sehr schnell wieder kündigt, wenn es nicht so läuft, wie sie es sich vorstellt. Schließlich geht sie mit einer Fotografin nach Afrika, um Pygmäen zu fotografieren. Dort lernt sie Martin kennen, den sie bereits nach wenigen Wochen heiratet. Ihre Eltern, die darauf hoffen, dass Denise nach ihrer Reise reifer geworden ist und wieder studieren will, sind geschockt, nicht nur wegen der heimlichen Hochzeit. Martin ist geschieden und hat auch noch ein Kind, das Denise nun versorgen muss. Doch sie legt ihre Sprunghaftigkeit ab und wird eine engagierte Mutter und Ehefrau. Nachdem in ihr der Wunsch erwacht, Lehrerin für Kinder mit Lernschwächen zu werden, nimmt sie sogar ihr Studium wieder auf. Doch wieder wird nichts daraus, weil sie mit Martin nach Asien geht. In der letzten Folge erfährt man, dass sie schwanger ist.
Theodore Aloysius „Theo“ Huxtable
Der einzige Sohn, das drittälteste Kind, geht zur Schule und zeichnet sich am Anfang der Serie vor allem durch Faulheit aus: Seine Noten sind schlecht, sein Zimmer ein einziges Chaos. Später bemüht er sich, mehr zu lernen und gute Noten zu erzielen. Während seiner Collegezeit wird festgestellt, dass er Dyslexie hat. Nun hat er die Möglichkeit, gezielt gegen seine Lernschwäche anzugehen, meistert sein Studium, spezialisiert sich auf Psychologie und wird Lehrer. Als einziges männliches Kind in der Familie zieht er oft den Kürzeren bei seinen Geschwistern. Er hat ein gutes Verhältnis zu seiner älteren Schwester Denise, die in so manchen schwierigen Situationen als Ratgeberin herangezogen wird. Theos Schwäche sind schöne Frauen. Seine längste Beziehung hat er mit Justine, mit der er sogar heimlich zusammenzieht, doch auch während dieser Zeit kann er es nicht lassen, anderen Frauen hinterherzuschauen und mit ihnen zu flirten.
Vanessa Huxtable
Die zweitjüngste Tochter geht noch zur Schule und ist bis auf kleinere Ausnahmen eine sehr gewissenhafte und gute Schülerin. In der ersten Staffel treibt sie ihre Eltern des Öfteren mit Nicht-einschlafen-können zur Verzweiflung. Außerdem ist sie etwas tollpatschig, was vor allem zum Ausdruck kommt, wenn sie nervös ist oder unter Liebeskummer leidet. Rudy ist öfter genervt von ihrer großen Schwester, da diese immer etwas an ihr auszusetzen hat. Sie sticht besonders durch ihre oft hochgeschraubte Ausdrucksweise hervor. So bekommt sie manchmal von Vater Cliff zu hören, sie solle sich so ausdrücken, dass es auch er verstehen könne. In der 8. Staffel verlobt sie sich heimlich mit dem Chefhausmeister ihrer Universität, Dabness Brickey. Allerdings entschließt sie sich, die Verlobung wieder zu lösen, da sie sich nach langem Hadern eingesteht, für eine Ehe noch nicht reif zu sein.
Rudith Lillian „Rudy“ Huxtable
Die jüngste Tochter verbindet mit ihrer älteren Schwester Vanessa eine „Hass-Liebe“. Sie streiten sich mindestens genauso häufig, wie sie sich gegenseitig unterstützen und füreinander da sind, wenn eine der beiden Probleme hat. Rudy leidet gelegentlich darunter, die Jüngste zu sein, da sie sieht, was ihre Geschwister alles dürfen, sie jedoch nicht. Später leidet sie darunter, dass Olivia, die Jüngere, bevorzugt wird. Rudy hat einen Freund namens Kenny, den sie anfangs ziemlich herumkommandiert und Bud nennt, weil ihr dieser Name gefällt. Später hat sie einen Freund namens Stanley, der einer von Theos Schülern ist.

### Nebenfiguren
Olivia Kendall
Stieftochter von Denise, d. h. Tochter von Denises Mann. Olivia ist ein begabtes Kind, das gerne singt, tanzt und sich wünscht, Dinge zu tun, die Erwachsene tun, z. B. zu kochen, Zeitung und Fachbücher zu lesen. Sie ist davon überzeugt, dass der Storch die Kinder bringt, und versteht deshalb nicht, was Cliff in seinem Beruf genau macht.
Martin Kendall
Mann von Denise, arbeitet bei der Navy, ist deshalb selten da. Seine Tochter Olivia ging aus einer Ehe mit seiner ersten Frau Paula hervor.
Russell und Anna Huxtable
Russell ist Cliffs Vater und kommt monatlich zum Binokel-Spielen vorbei – ein Kartenspiel, in dem er Cliff fast immer besiegt, vor allem deshalb, weil er und sein Spielpartner Homer gerne schummeln. Früher war er unter dem Spitznamen „Slyde“ als Musiker unterwegs. Er ist bekannt dafür, eine ungeheure Geduld zu haben. So zielte er angeblich im Zweiten Weltkrieg so lange auf ein feindliches Lager, bis der Krieg vorbei war. Es ärgert Cliff, dass Russell für seine Enkel immer ein bisschen Taschengeld übrig hat, wohingegen er seinem Sohn gegenüber immer sehr knauserig war. Anna Huxtable ist Cliffs Mutter.
Pam Tucker
Nichte von Claire, will nur vorübergehend bei den Huxtables zu Besuch kommen, zieht dann jedoch ganz ein und gehört nach einiger Zeit fest zur Familie. Ihre Schulnoten sind nicht besonders gut, was, wie sie durch Theos Hilfe feststellt, vor allem an ihren Lernmethoden liegt. Mit der Zeit wird sie immer besser und denkt trotz finanzieller Schwierigkeiten darüber nach, aufs College zu gehen. Anfangs hat sie einen Freund namens Arthur, von dem sie sich trennt, vor allem, weil er unbedingt mit ihr schlafen möchte. Später kommt sie mit dem sensiblen Musterschüler Aaron zusammen.
Elvin Tibideaux
Freund und später Mann von Sondra. Am Anfang durch seine konservative Einstellung etwas unbeliebt bei Cliff und Claire. Er findet es seltsam, wenn eine Frau arbeiten geht oder ein Mann in der Küche steht. Mit der Zeit bessert er sich jedoch. Merkwürdig ist seine Eigenschaft „nicht wütend sein zu können“, was oft ein Streitpunkt zwischen ihm und Sondra ist. Er geht wie sie nach Princeton, eröffnet dann mit ihr einen Wildnisladen und beginnt, beeindruckt von der Geburt seiner Zwillinge, ein Medizinstudium und arbeitet später als Arzt.
Walter Bradley
Bester Freund von Theo, genannt „Cockroach“ (Küchenschabe, in der ersten deutschen Synchronisation auch „Kakerlak“ genannt). Er teilt mit ihm seine Liebe zum Basketball und zu schönen Frauen. Oft lernen sie zusammen.
Charmaine Brown und Lance Rodman
Sind ein Paar und gleichzeitig die zwei besten Freunde von Pam. Charmaine zeichnet sich durch ein sehr lautes Organ aus. Sie ist oft unzufrieden mit Lance, besonders wenn sie sieht, wie Aaron mit Pam umgeht. Aber durch eine süße Bemerkung von Lance lässt sie sich besänftigen. Am Ende wird bekannt gegeben, dass beide in Hillman studieren werden.
Al und Carrie Hanks
Eltern von Claire. Al kommt öfters vorbei, um den ehrgeizigen Cliff im Schach zu schlagen.
Peter Chiara
Nachbarskind der Huxtables und guter Freund von Rudy. Er ist etwas pummelig und extrem schüchtern. Er spricht mit niemandem außer Rudy selbst. Sobald er unsicher wird oder Ärger bei den Huxtables macht, verlässt er fluchtartig das Haus.
Kenny
Bester Freund von Rudy. Er hat für sein Alter sehr frauenfeindliche Ansichten, die er, wie er stets stolz verkündet, von seinem großen Bruder gelernt hat. Mit Rudy zusammen ist er jedoch wie Pech und Schwefel. Durch seine häufigen Besuche gehört er bei den Huxtables schon fast zur Familie. Er reagiert sehr eifersüchtig, als Rudy sich mit Stanley trifft.
Stanley
Erster Freund von Rudy. Er ist in der ersten Schulklasse, die Theo betreut, und zeichnet sich besonders durch Unlust und schlampige Hefte aus. Theo glaubt zuerst, dass Stanley auch Dyslexie hat, kommt aber schließlich dahinter, dass er nie richtig lesen gelernt hat.
Dabnes Brickey
Ist kurzzeitig der Verlobte von Vanessa Huxtable und Hausmeister an dem College, welches sie besucht. Cliff ist zunächst von ihm nicht sonderlich begeistert, macht ihm aber auch klar, dass dies nicht an ihm persönlich läge, sondern an der Art und Weise, wie er durch seine Tochter Vanessa in der Familie vorgestellt wurde. Diese ging die Verlobung nämlich heimlich ein und stellte Familie vor vollendete Tatsachen. Dabnes gewinnt aber schnell die Zuneigung und Achtung von Cliff, da er im Gegensatz zu ihm ein sehr begabter und geschickter Handwerker ist. Dennoch löst Vanessa die Verlobung nach einer Weile wieder, beide bleiben jedoch befreundet.
Robert Foreman
Vanessas erster Freund. Die beiden lernen zusammen, was sich als schlechte Idee herausstellt, weil die beiden nur Augen für den anderen und nicht für ihre Bücher haben. Nach dem Ende der Beziehung versucht Robert verzweifelt, eine neue Freundin zu finden, was ihm nicht gelingt, da er in jedem Mädchen gleich seine zukünftige Frau sieht. Außerdem redet er für sein Alter viel zu geschwollen und macht sich zu viele Gedanken über den Kosmos, das Schicksal und die Sternzeichen.

## Auszeichnungen

### Allgemein
Die Bill Cosby Show gilt bis heute als eine der kommerziell erfolgreichsten und am längsten produzierten afroamerikanischen Sitcoms nach Alle unter einem Dach, die in neun Staffeln auf 215 Episoden kam und Die Jeffersons (249 Folgen in elf Staffeln). Die Serie, ihre Darsteller und die Crew wurde im Laufe der acht Produktionsjahre für über 80 Preise nominiert, davon allein 29 Mal für den Emmy.

### Emmy Awards
- Beste Comedyserie (1985)
- Bestes Drehbuch für eine Comedyserie – Michael J. Leeson und E. D. Weinberger (1984)

### Golden Globe Award
- Beste Fernsehserie – Musical oder Comedy (1985)
- Bester Fernsehschauspieler – Musical oder Comedy – Bill Cosby (1985, 1986)

## Sonstiges
- Bill Cosby und die Sitcom inspirierten die Produzenten von Eine schrecklich nette Familie zu dem ursprünglichen Arbeitstitel Not the Cosbys.[3]
- Die Familie bestand ursprünglich nur aus vier Kindern, erst in der zehnten Folge der ersten Staffel kam das fünfte Kind zu Besuch.[4] Zu den jungen Schauspielerinnen, die für die später beigefügte Rolle der ältesten Tochter Sondra vorsprachen, zählte unter anderem auch Whitney Houston.[5]
- Die Rolle von Rudy war ursprünglich als Junge angelegt, ging nach anhaltenden Casting-Problemen jedoch an Keshia Knight Pulliam.
- Keshia Knight Pulliam war 1986 im Alter von sechs Jahren die bis dato jüngste Schauspielerin, die jemals für den Emmy nominiert worden war.[6]
- Cosbys Name war in der ersten Folge nicht „Heathcliff“, sondern „Clifford“ (wie am Praxisschild erkennbar; wurde über die ganze Staffel so beibehalten).[7]
- In Italien lief die Serie unter dem Titel I Robinson.[8]
- Für die erste Folge der siebten Staffel – Das 48-Stunden-Wunder (Same Time Next Year) – wurde eine Handlung gedreht, in der Olivia mit einer Bart-Simpson-Maske in Heathcliffs Schlafzimmer kommt und mit den Worten „Now cut that out!“ (dt.: „Jetzt hör damit auf! / Hör damit sofort auf / Überleg Dir das anders (wörtlich: Jetzt schneid das (her)aus!)“) von diesem wieder hinausgeschickt wird. Dies war ein Seitenhieb gegen die Entscheidung des Konkurrenzsenders FOX, die Folgen von Die Simpsons ab der zweiten Staffel donnerstags zeitgleich mit Die Bill Cosby Show auszustrahlen.[9][10] Der damit einhergehende Zuschauerschwund führte zwei Jahre später zur Einstellung der Serie.[11]
- Auf dem Anstecker, den Bill Cosby in allen Folgen der siebten Staffel trägt, sind die Initialen SD Jr. zu sehen. Damit gedenkt er seines im Jahr 1990 verstorbenen Freundes Sammy Davis, Jr., der einen seiner letzten Auftritte im amerikanischen Fernsehen in einer Gastrolle in einer Folge der fünften Staffel der Cosby Show hatte.[12]

## Erschienene DVDs
- The Cosby Show – Staffel 1 (4 DVDs) – 2007
- The Cosby Show – Staffel 2 (4 DVDs) – 2007
- The Cosby Show – Staffel 3 (4 DVDs) – 2008
- The Cosby Show – Staffel 4 (4 DVDs) – 2008
- The Cosby Show – Staffel 5 (4 DVDs) – 2008
- The Cosby Show – Staffel 6 (4 DVDs) – 2008
- The Cosby Show – Staffel 7 (4 DVDs) – 2009
- The Cosby Show – Staffel 8 (4 DVDs) – 2009
- The Cosby Show – Die Komplett-Box (32 DVDs) – 2009